# Геостационарна орбита
Геостационарна орбита е кръгова орбита точно над земния екватор (0° географска ширина), на 35 786 km над земната повърхност, с орбитален период, равен на периода на завъртане на Земята. Така спътник на геостационарна орбита би изглеждал сякаш виси неподвижно над дадена точка от земната повърхност.
Тази особеност прави орбитата подходяща за комуникационни спътници, тъй като спътник с такава орбита винаги стои в една и съща част на небето над дадена точка и към него лесно може да се насочи неподвижна антена.
Идеята за геостационарна орбита първо е била разработена от Артър Кларк и публикувана през 1945 г. Според него тази орбита би била много полезна за комуникационни сателити. Поради тази причина, геостационарната орбита често се нарича Орбита на Кларк.